# December Club
December Club – założony w 1936 roku klub polityczny skupiający 35 posłów torysowskich, przeciwników polityki ustępstw wobec III Rzeszy i faszystowskich Włoch w brytyjskiej Izbie Gmin.
Jego członkowie byli przeciwnikami prowadzonej polityki rządu wobec m.in.: remilitaryzacji Nadrenii, Anschlussu Austrii, Układu monachijskiego i aneksji Czech.
Członkami klubu byli m.in.: Robert Boothby, Ronald Cartland, Paul Emrys-Evans.
Nazwa klubu nawiązywała do miesiąca w którym negocjowano Pakt Hoare-Laval